# 第一金人壽
第一金人壽（全稱第一金人壽保險股份有限公司）為台灣第一金融控股和英國英傑華集團（Aviva plc）於2008年1月2日，在台灣共同創立的人壽保險公司，創立時名為「第一英傑華人壽」。為外國保險集團和台灣金控公司共組人壽保險公司的首例，第一金控持股51%、英傑華集團持股49%。2009年8月，第一英傑華人壽更名為「第一金人壽」以貼近台灣市場發展。
第一金人壽主要透過同金控公司第一銀行，提供客戶群人身保障或退休規劃等保險商品，對外則採以電話銷售的方式推展業務，總部位於台北市信義區。2018年於二次增資規劃前，英傑華集團以象徵性的一美元將股份售出，退出台灣人壽保險市場，第一金人壽改由第一金控全資持有。

## 外部連結
- （繁體中文） 第一金人壽
- （繁體中文） 第一金控
- （繁體中文） 第一銀行